# 德圳乡
德圳乡，是中华人民共和国湖南省衡陽市衡东县下辖的一个乡镇级行政单位。2015年11月18日，德圳乡、栗木乡、莫井乡和吴集镇成建制合并设立吴集镇。

## 行政区划
德圳乡下辖以下地区：
米桥村、松荷村、马蹄村、普乐村、苏家村、老屋村、石坪村、大岭村、太阳村、松林村、三星村、红光村、红岩村和德圳村。